# Еврейская махалля Самарканда

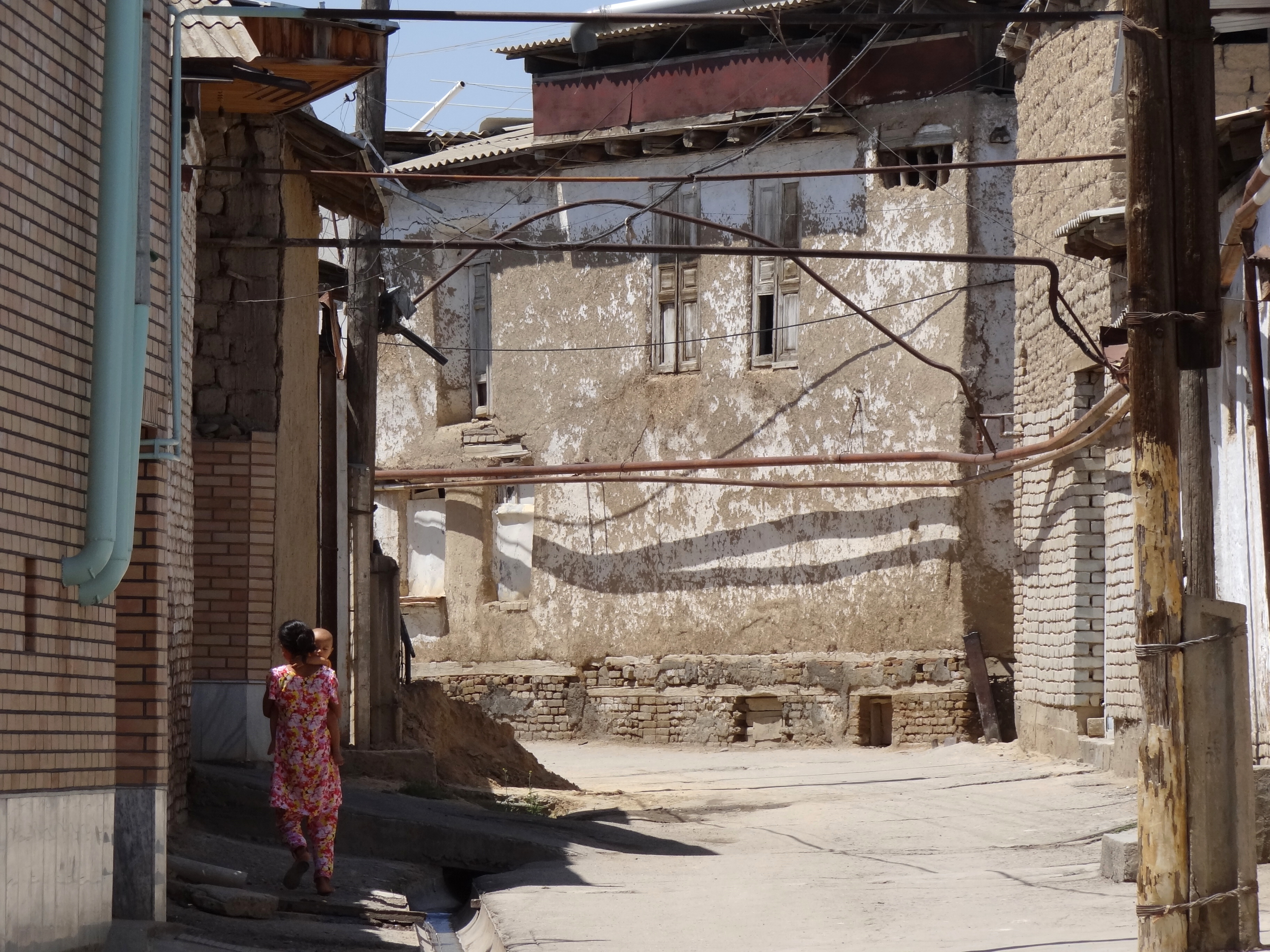
Улочка еврейской махалли Самарканда в наше время

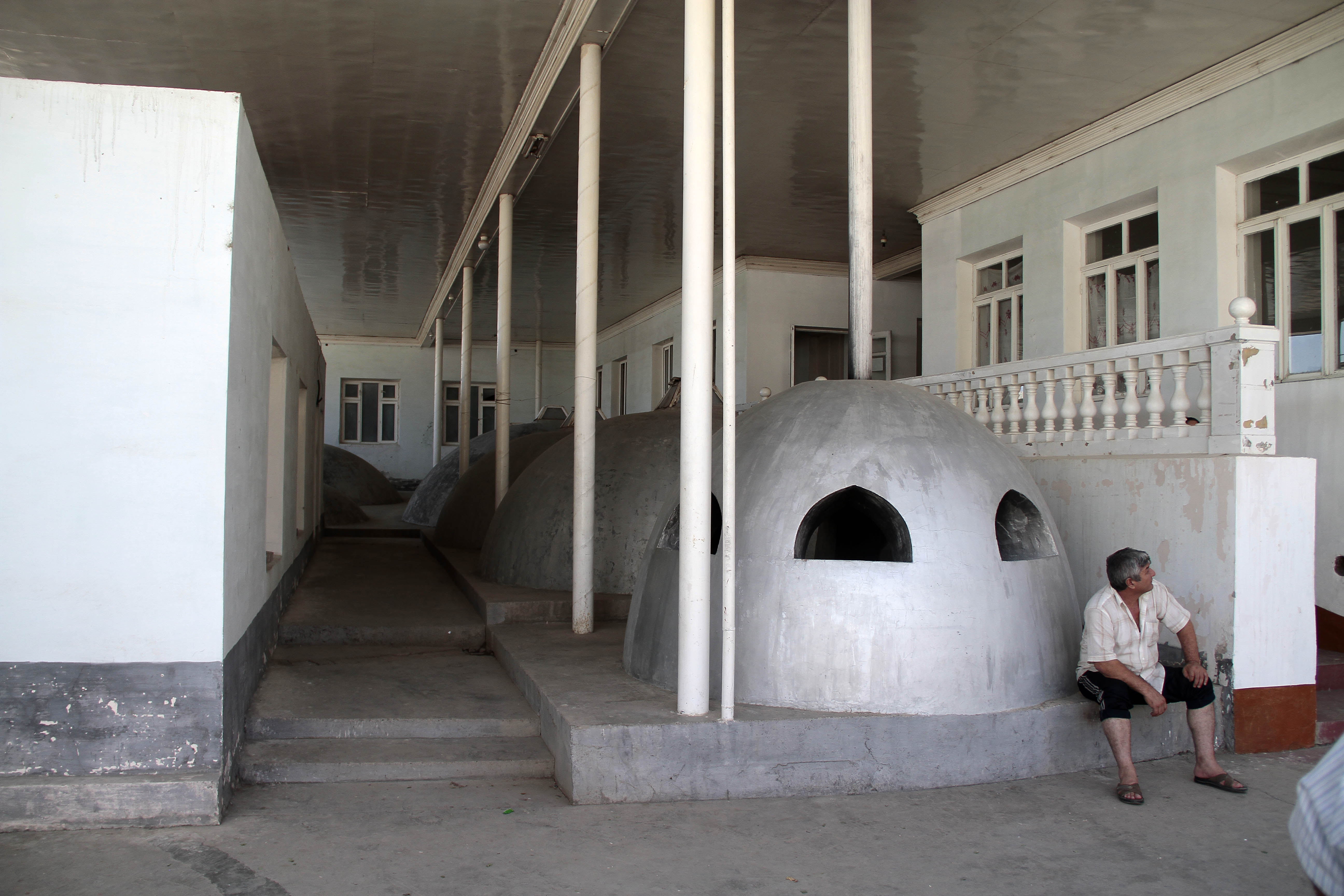
Еврейский хаммам в еврейской махалле Самарканда

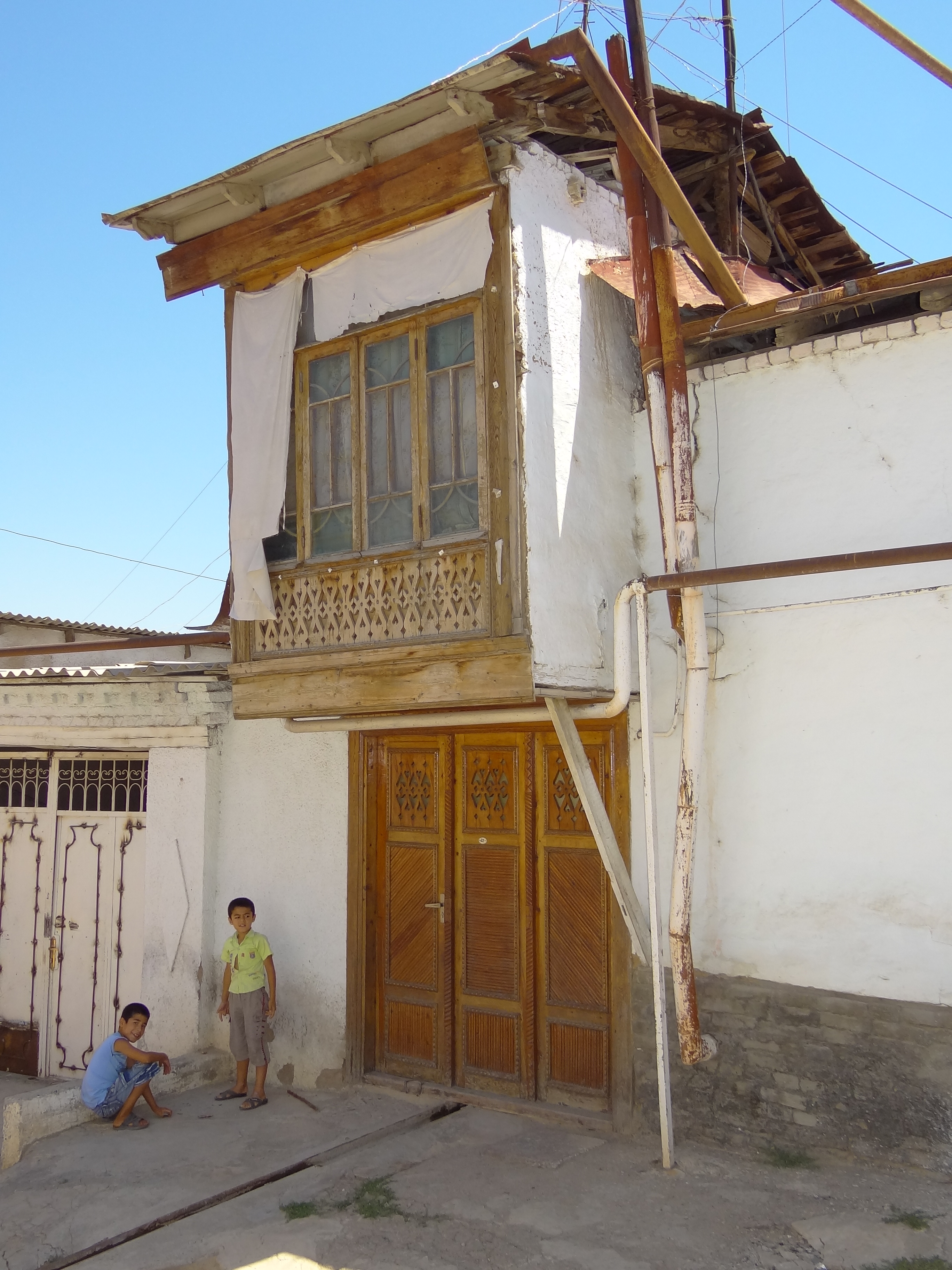
Дом с балконом в еврейской махалле Самарканда

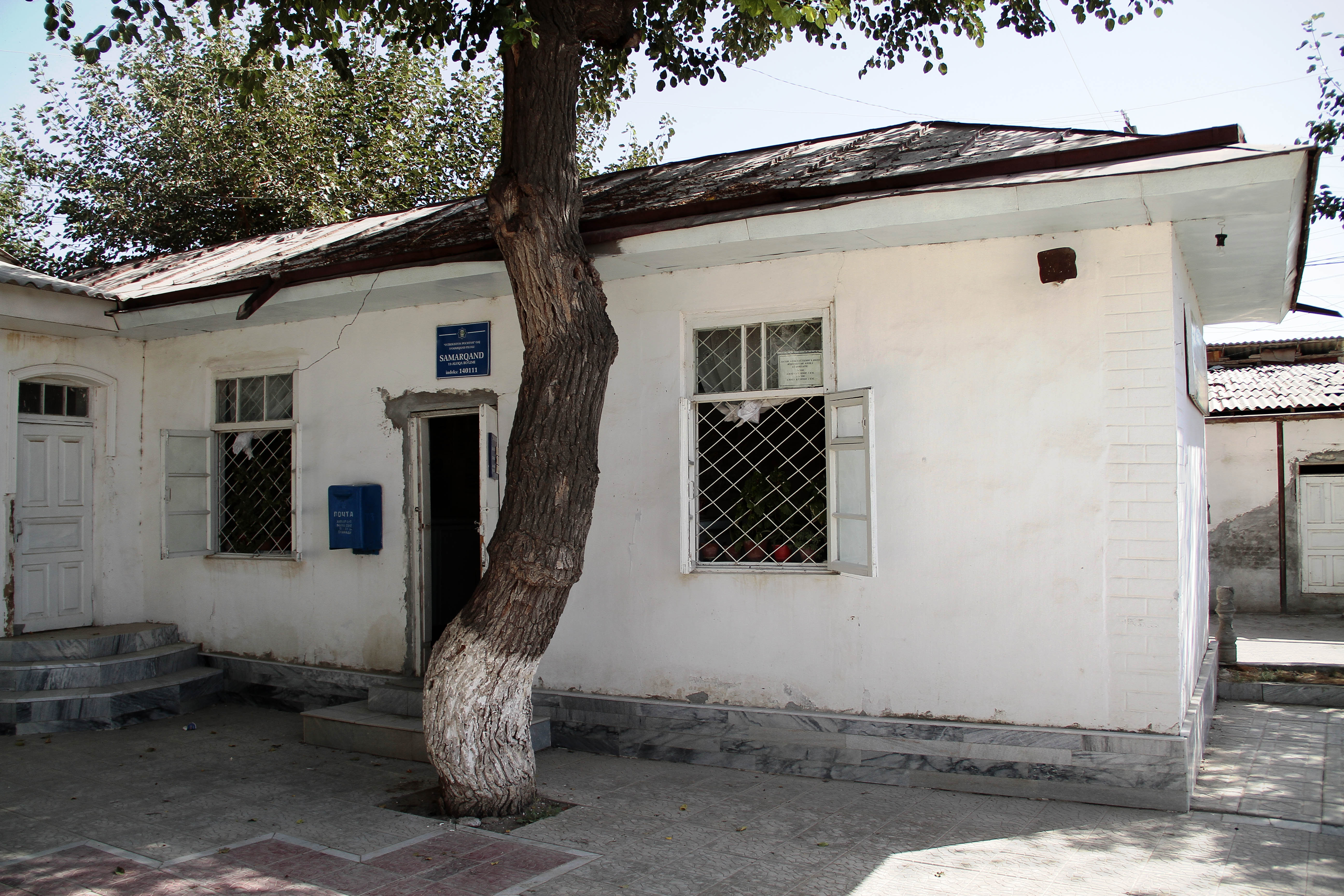
Почтовое отделение в еврейской махалле Самарканда

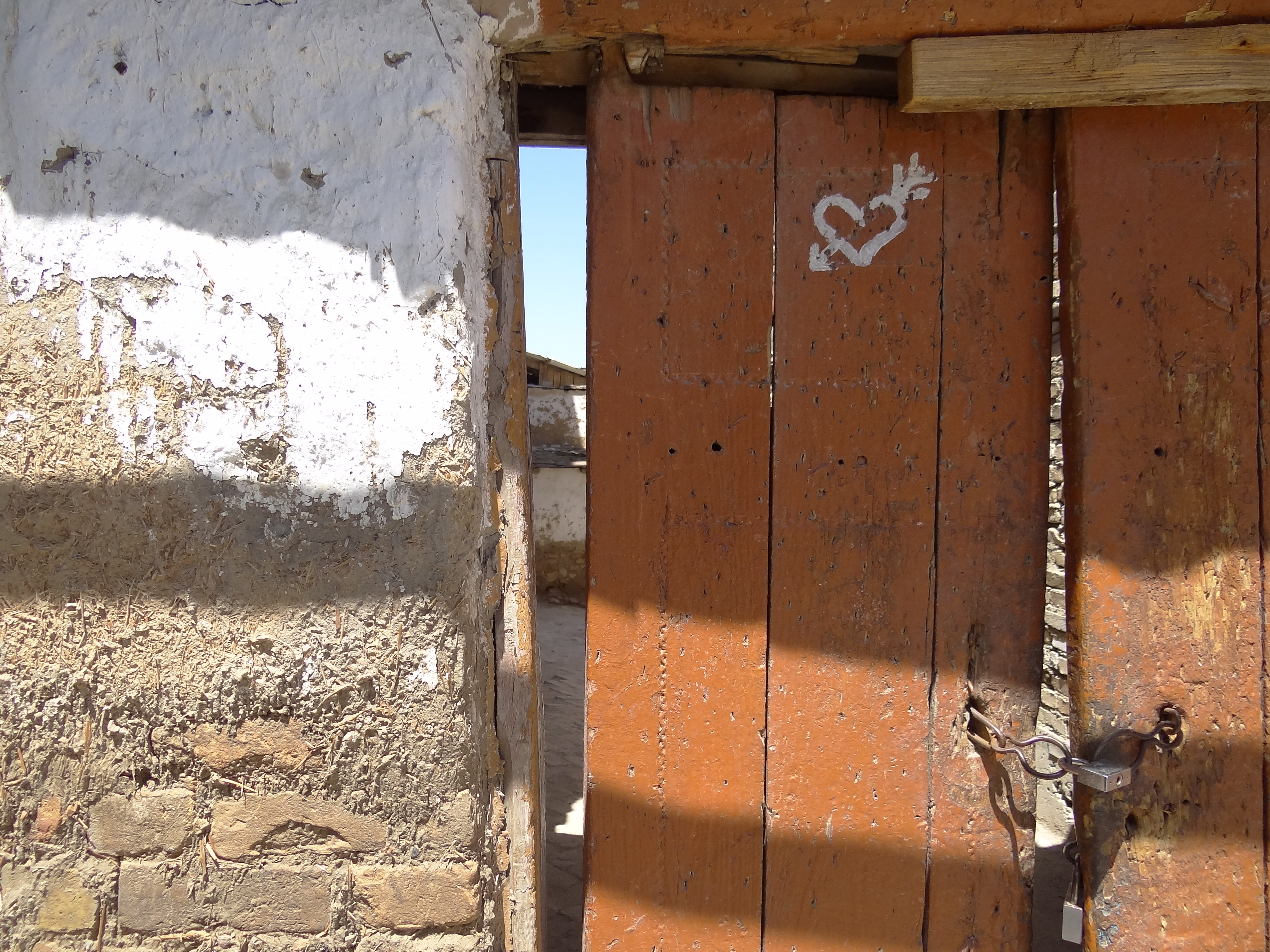
Один из заброшенных домов в еврейской махалле Самарканда

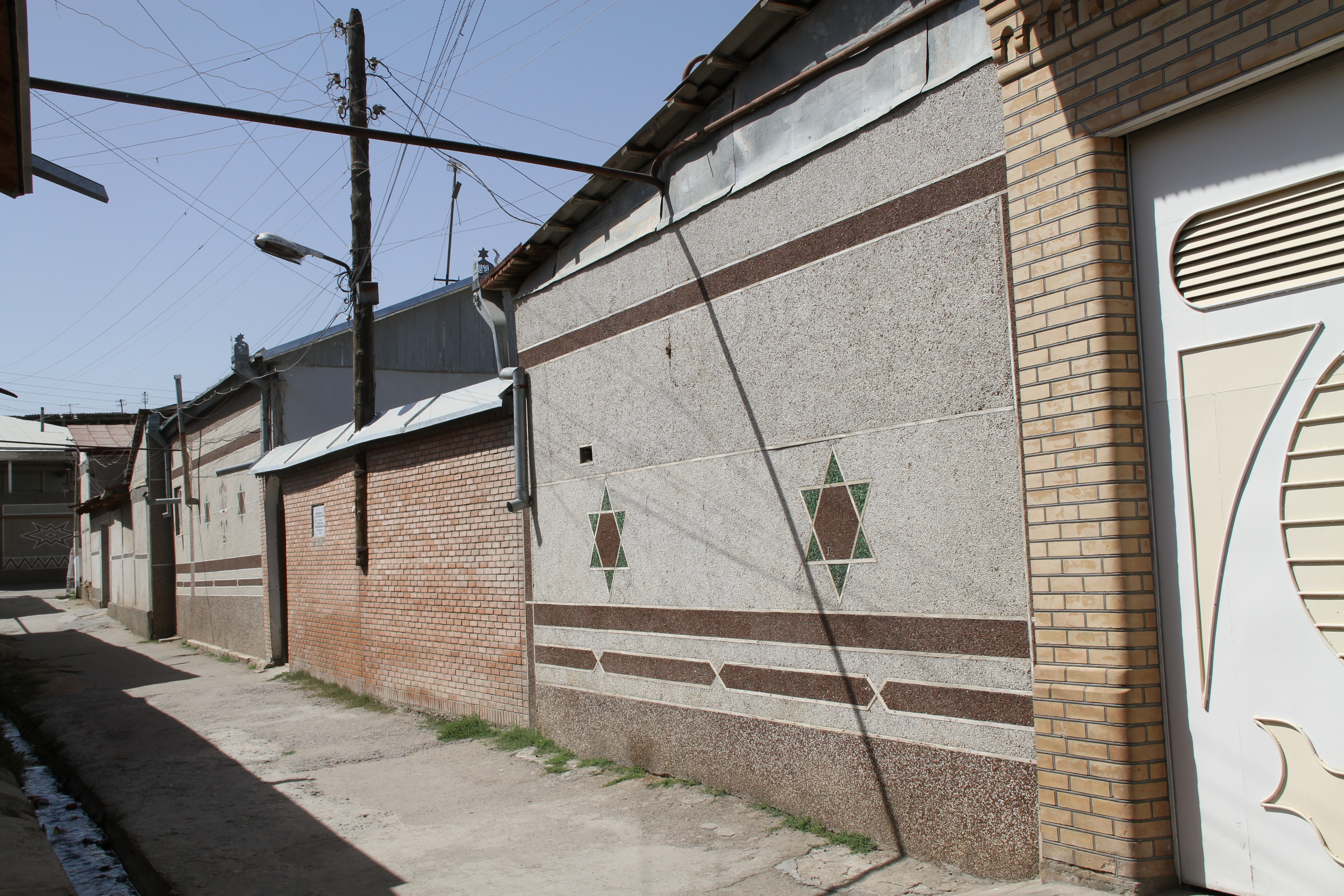
Стены синагоги «Канесои Гумбаз»

Евре́йская махалля́ Самарка́нда, также известная как Махалляи́ Яхудие́н (то есть Махалля евреев), и Махалляи́ Шарк (то есть Восточная махалля) — одна из крупнейших махаллей в восточной части исторического центра Самарканда, в Узбекистане, один из двух наиболее крупных еврейских кварталов (наряду с еврейской махаллёй Бухары) во всей Средней Азии. В махалле жила довольно крупная диаспора среднеазиатских (бухарских или самаркандских) евреев города.
Вместе с остальными архитектурными, археологическими, религиозными и культурными памятниками, объектами и кварталами Самарканда, входит в список Всемирного наследия ЮНЕСКО под названием «Самарканд — перекрёсток культур». В наше время территория бывшей еврейской махалли является одним из самых густонаселённых мест Самарканда.
Еврейская махалля Самарканда считалась самостоятельной частью города. Махаллёй руководил представитель из среднеазиатских евреев, который носил титул «Калонта́р» (Ста́рше всех в переводе с еврейско-таджикского языка). Как правило, на должность калонта́ра назначали евреев, имеющих высокую репутацию и уважение, имеющих религиозное образование.
Махалля имела свой общественный центр, где находились центральная синагога, школы хедер, хаммам, сартарошхану, чайхану, различные ремесленные мастерские, такие как мастерские и лавки красильщиков, сапожников, ткачей, небольшой базарчик со всеми необходимыми товарами. В этой махалле жили большинство раввинов и остальных религиозных деятелей евреев, основная часть еврейских купцов и богачей, большинство наиболее известных евреев-ремесленников, еврейские поэты, такие как Забехои Самарканди, Расиби Самарканди, певцы и музыканты. До начала XX века на территории еврейской махалли, и в целом в самом Самарканде, существовали более 30 синагог.
Еврейская махалля находится в восточной части исторического центра Самарканда. В начале XX века, еврейская махалля Самарканда граничила с махаллями Чакардиза́, Шахка́ш, Чангхавли́, Обимашха́д, Муба́рак и Има́м Восе́, где в основном проживали таджики, и с махаллёй Джугихана́, где жили джуги́ (среднеазиатские цыгане). В наше время территорию бывшей большой еврейской махалли можно условно показать таким образом: западная граница махалли проходит по южной части улицы Ислама Каримова (до 2017 года называлась улицей Ташкент), восточная граница проходит по улице Гиждуван, южная граница проходит по улице Вабкент, а северная граница по улице Шахи-Зинда.
С 1970-х годов в СССР началась массовая репатриация евреев из разных частей огромной страны. Средняя Азия не стала исключением. Уезжающие евреи продавали свои дома местным самаркандцам-таджикам из соседних махаллей и из остальной части города, и уже к концу 1990-х годов этнический состав огромной махалли резко поменялся — большинством стали таджики, но в махалле всё ещё проживали несколько десятков семей среднеазиатских евреев. В 2000-е годы половина из них также репатриировалась в Израиль, часть уехала в США, Канаду и в страны Западной Европы, в Австралию. Ныне в некогда огромной еврейской махалле Самарканда проживают всего несколько семей среднеазиатских евреев, в основном уже довольно взрослого и пожилого возраста (не более 50 человек), имеется одна синагога «Канесои Гумбаз» (одна из двух ныне действующих синагог во всём Самарканде), и функционирует один еврейский хаммам «Хаммами Давуди». В настоящее время некогда большая еврейская махалля города административно поделена на несколько махаллей. Ныне несколько из многочисленных улиц и улочек в этой исторической махалле носят имена известных самаркандских евреев, живших в этой махалле. В настоящее время на еврейской махалле, некоторые исторические старинные дома превращены в хостелы и гестхаусы (гостевые дома) для посещающих Самарканд многочисленных туристов.
Ежегодно в канун каких-нибудь праздников, дней рождения или смерти, большинство уехавших из этой махалли в Израиль, США, Канаду Австралию и Европу евреи и их потомки приезжают в Самарканд, в свою махаллю, и обязательно посещают некогда свой дом, где ныне живут местные самаркандцы. С февраля 2018 года в Узбекистане отменён визовый режим для граждан Израиля, а с февраля 2019 года для всех стран Европы, Канады, Австралии, упрощено получение визы гражданам США. В Узбекистан, и в частности в Самарканд и Бухару регулярно приезжает большое количество еврейских туристов.